# Guardiani del Globo
I Guardiani del Globo sono una squadra di super eroi immaginari DC Comics i cui membri provengono dai paesi di tutto il mondo. L'idea culminò nel cartone animato del sabato mattina I Superamici, in cui numerosi eroi (Black Vulcan, Samurai, Capo Apache e El Dorado) furono aggiunti alla Justice League per donarle più diversità.

## Storia
I personaggi che avrebbero formato i Guardiani del Globo comparvero per la prima volta nella serie a fumetti Super Friends. Furono presentati in una storia (in Super Friends dal n. 7 al n. 9) in cui un alieno di nome Grax (un vecchio nemico di Superman) piantò delle bombe sui sette continenti della Terra per distruggerla. Grazie a un avvertimento dei Wonder Twins (nella loro prima comparsa in un fumetto) la Justice League scoprì i piani in tempo e reclutò gli eroi dei paesi con le bombe perché le trovassero prima che esplodessero.
Questi eroi internazionali sarebbero comparsi poi in altri numeri di Super Friends. Tuttavia, non fu prima di DC Comics Presents n. 46 (giugno 1982) che furono introdotti come una squadra, in una storia in cui aiutarono Superman a fermare un malvagio stregone Atlantideo di nome Thaumar Dhai. Questo è da considerarsi la prima comparsa canonica di questa squadra nell'Universo DC.
Dopo la Crisi sulle Terre Infinite, fu rivelato che i Guardiani del Globo furono messi insieme dal Dottor Mist perché servissero da branca di rinforzo di un'organizzazione internazionale chiamata "La Cupola", che fu creata dal Trattato di Roma nel 1957 per aiutare ad organizzare gli sforzi dei super eroi in tutto il globo come un'organizzazione di polizia internazionale.
Prima d ciò, nei primi anni '50, molti eroi internazionali che furono beneficiari della gentilezza della Justice Society of America durante e dopo la Seconda Guerra Mondiale, si unirono insieme in un informale "Club degli Eroi". Tutti loro furono integrati nei Guardiani del Globo dopo la loro fondazione (il maggiordomo di Batman, Alfred Pennyworth, invia ogni anni cartoline di auguri di Natale ai membri sopravvissuti).
I Guardiani del Globo originali ebbero una base in un quartier generale finanziato dalle Nazioni Unite, chiamato La Cupola, costruito a Parigi. La squadra originale fu fondata da Dottor Mist e organizzata da una donna di nome Belfagor che era dotata di poteri psichici. Molti dei Guardiani assistettero personalmente altri eroi internazionali durante la Crisi sulle Terre Infinite e una volta si allearono con la Infinity, Inc..
I Guardiani ala fine persero i loro fondi dalle Nazioni Unite a favore della Justice League, e alla Cupola fu ordinata la chiusura, in parte dovuta alle macchinazioni politiche del loro nemico, il Dottor Klaus Cornelius. Alcuni dei membri lasciarono la squadra per unirsi alla League, come Green Fury e Icemaiden (che cambiarono i loro nomi in Fire e Ice). Tutti gli altri divennero indipendenti.
Parte della squadra subì il lavaggio del cervello da parte di Queen Bee di Bialya e furono inviati a battersi contro la Justice League. Fain Y'onia, un'antica nemica del loro leader, Dottor Mist, causò le morti di Bushmaster e Thunderlord e depotenziò tutti gli altri. I Guardiani sopravvissuti continuarono a incontrarsi nella Cupola, che fu inizialmente in Europa e ora invece nel Pacifico.
In una storia della serie JLA CLassified, alcuni dei Guardiani furono inviati a unirsi agli Ultramarine Corps.
Nel 2006, come parte degli eventi di Un Anno Dopo, in Lanterna Verde n. 10, i Guardiani del Globo comparvero riuniti, in apparenza guidati dalla Nuovo Guardiano Jet. Tentarono di reclutare la nuovissima Crimson Fox. Quando questa declinò, le dissero che non aveva scelta. Crimons Fox fu vista poi pubblicizzare a voce le opinioni dei Guardiani, tra di loro un odio per Hal Jordan. Fu infine rivelato che erano stati telepaticamente controllati da Faceless Hunter nel suo tentativo di catturare Lanterna Verde. Furono sconfitti e liberati dal controllo dell'alieno.
In Terza Guerra Mondiale, in 52 Settimana 50, i Guardiani del Globo assistettero la Famiglia Marvel in un attacco a Black Adam, ma furono tutti facilmente e brutalmente sconfitti dal criminale in piena furia.
Nella serie del 2009, Justice League: Cry for Justice, si scoprì che i membri dei Guardiani del Globo furono presi di mira e/o uccisi da Prometheus, inclusi il Diavolo della Tasmania, Gloss, Sandstorm, e Freedom Beast.

## Membri

### Il Club degli Eroi
- Il primo Cavaliere di Inghilterra fu seguito da suo figlio, il secondo Cavaliere.
- La seconda Squire di Inghilterra fu seguita da sua figlia, la terza Squire.
- Il Gaucho d'Argentina ispirò l'eroe Argentino della squadra, Super Malon.
- Il Moschettiere di Francia.
- Wingman dalla Svezia.
- Il Legionario dall'Italia.
- Uomo-dei-Pipistrelli della Nazione Sioux.
- Piccolo Corvo della Nazione Sioux
- Il Ranger dall'Australia.

### Guardiani del Globo

#### Membri fondatori
- Seraph (Chaim Lavon da Israele): un'insegnante ebreo a cui furono donati poteri biblici. Aiutò Superman a smantellare una bomba in Israele e a liberare i Wonder Twins dopo che fu fatto loro il lavaggio del cervello. Ebbe qualche missione individuale. Come Guardiano del Globo, aiutò Superman a ritrovare un antico artefatto. Rimase con la squadra per qualche anno, ma declinò l'offerta di Queen Bee, dato che era ebreo e che Bialya è uno stato musulmano. Per un po', Seraph combatté da solo, cercando un modo per ricostituire i Guardiani del Globo. Alla fine, il Dottor Mist lo chiamò in Bialya per salvare i suoi colleghi. La missione ebbe successo, e dopo una battaglia con la nemica di Dottor Mist, Fain Y'onia, Seraph aiutò Sol Levante, Owlwoman, e Olympian a creare i Nuovi Guardiani del Globo, questa volta facente funzione di leader.
- Bushmaster (Bernal Rojas dal Venezuela): un erpetologo che inventò dei gadgets che mimavano le abilità dei rettili, passati e presenti. Aiutò Batman e Robin a smantellare una bomba in Venezuela e a catturare un criminale. Insieme agli altri Guardiani del Globo, fu sottoposto al lavaggio del cervello da Queen Bee di Bialya. Una volta che ne fu uscito, ritornò con i Guardiani del Globo, ma fu poi ucciso da Fain Y'onia.
- Olympian (Aristides Demetrios dalla Grecia): un forte punk che indossa il Vello d'Oro, che gli conferisce il potere dei 50 uomini e donne che salparono da Argo alla ricerca del Vello. Aiutò Wonder Woman a combattere il Colonnello Conquest in Grecia, dove si credeva si nascondesse una bomba. Più avanti, aiutò Superman due volte. L'eroe greco incontrò poi Fury della Infinity, Inc.. Quando sentì che i suoi compagni eroi erano supportati dalla dittatrice di Bialya, Queen Bee, Olympian si unì a loro. Dopo la morte di Queen Bee, il suo successore fece arrestare Olympian per schizofrenia. Successivamente si riunì con i Guardiani del Globo e ne rimase membro da allora, anche dopo la battaglia contro Fain Y'onia. Fu romanticamente attratto da Godiva. Lo si vide tra Ultramarine insieme a Jack O'Lantern e Kid Impala. La sua comparsa più recente avvenne nella miniserie Wonder Girl come guardiano di Cassandra Sandsmark e sua madre Helena, una posizione impostagli da Zeus.
- Jack O'Lantern (Daniel Cormac dall'Irlanda): un povero contadino a cui fu donata una lanterna magica da una fata irlandese. La sua prima missione ufficiale fu aiutare Lanterna Verde a smantellare una bomba in Irlanda. Aiutò anche Superman a trovare un'antica rovina in Irlanda. Aiutò eroi di Irlanda e Inghilterra a salvare il mondo nella Crisi sulle Terre Infinite. Mentre la Justice League diventava la squadra di eroi più grande al mondo, Jack lasciò i Guardiani del Globo e si unì all'armata di Rumaan Harjavti in Bialya. Dopo che Harjavti fu ucciso da Queen Bee, Jack si unì volontariamente alle forze della criminale nel dominio del mondo. Fu lasciato a morire in una fogna dopo uno scontro con la League. Tuttavia, fu trovato vivo dalla sua ragazza, Owlwoman, e i due eroi trovarono Dottor Mist. Ebbero una parte fondamentale nella riunione dei Guardiani del Globo, dopodiché, Jack morì di cause naturali. Il secondo Jack O'Lantern era un uomo di nome Marvin Nirosa di Bialya. Fu ucciso da Owlwoman dopo aver saputo la verità. Il terzo Jack era il cugino di Daniel, Liam McHugh. McHugh divenne membro dell'ormai sciolta Primal Force, ed è tuttora un membro degli Ultramarine Corps.
- Impala (M'Bulaze dal Sud Africa): un guerriero Zulu con mentalità politica. Aiutò Flash a smantellare una bomba in Sud Africa, e unì le forze con altri eroi africani nella Crisi sulle Terre Infinite. A lui, insieme ad altri Guardiani del Globo, fu fatto il lavaggio del cervello da Queen Bee di Bialya. Dopo aver ripreso le sue facoltà ed essere stato salvato dagli ex Guardiani del Globo, Impala perse i suoi poteri contro Fain Y'onia, e successivamente morì nella casa dei giochi di Roulette. Il suo successore, Kid Impala si unì agli Ultramarine Corps.
- La Sirenetta (Ulla Paske dalla Danimarca): un'eroina adolescente nata da un uomo con le gambe di Poseidonis e una sirena di Tritonis. La sua prima missione fu aiutare Aquaman a smantellare una bomba ad Atlantide. Più avanti, aiutò Aquaman a sconfiggere Sinestro e aiutò Superman a ritrovare un'antica rovina. Fu di aiuto agli eroi Atlantidei nella Crisi sulle Terre Infinite. Successivamente, fu una dei tanti Guardiani del Globo sotto l'influenza mentale di Queen Bee di Bialya, e sembrò rimanere uccisa nello scontro con la Justice League. Ritornò, affermando che la donna rimasta uccisa in combattimento era un clone malvagio creare da Queen Bee dopo che Ulla evase dalla prigionia. Le, o forse il suo successore, fu vista/o poi come membro degli Ultramarine Corps.
- Dottor Mist (Nommo di Kor, Africa): un antico stregone africano che fu il primo leader dei Guardiani del Globo. Visse per 11000 anni e formò la prima incarnazione della squadra. Un suo clone robotico venne creato quando, una volta, Mist scomparì nel passato. Più avanti, fu trovato da Jack O'Lantern e Owlwoman vivo in una prigione. Con il suo aiuto, gli eroi riunirono i Guardiani del Globo. Eterno, si suppone che il corpo fisico di Mist fu fatto a pezzi da un'antica forza occulta. Nondimeno, ritornò vivo e sembrò in salute dopo l'Ora Zero. All'epoca formò una squadra di eroi chiamata Primal Force. Fu ucciso quando fu gettato in una pozza di acido dal malvagio Mordru.
- Diavolo della Tasmania (Hugh Dawkins dall'Australia): un ex ingegnere e insegnante teatrale che fu maledetto da un diavolo della Tasmania. Aiutò Freccia Verde a smantellare una bomba in Australia e combatté contro Robin sotto controllo mentale, che protestava contro la gioventù in Australia. Dopo lo scioglimento dei Guardiani del Globo, il Diavolo della Tasmania aiutò a fondare l'ambasciata in Australia della Justice League International. Venne a sapere che i suoi compagni Guardiani erano sotto controllo mentale di Queen Bee e volle aiutare a riformare il gruppo. Si unì a Dottor Mist, Jack O'Lantern, Owlwoman, Sol Levante, e Seraph a ritrovare i loro compagni. Dopo di ciò, il Diavolo della Tasmania ritornò alla Justice League. Più avanti ebbe un breve periodo negli Ultramarine Corps. Di recente si unì alla nuova incarnazione dei Guardiani del Globo, fu ucciso dal criminale Prometheus e poi riportato in vita nel Pozzo di Lazzaro. Uno dei pochi super eroi apertamente omosessuali, ha una relazione con Starman, Mikaal Tomas.
- Sol Levante (Izumi Yasunari dal Giappone): un fisico solare giapponese membro fondatore della Big Science Action, e membro dei Guardiani del Globo. La sua prima missione fu di aiutare Atomo a smantellare una bomba in Giappone. Aiutò poi Robin a sconfiggere un criminale e aiutò Superman a trovare un pezzo di un'antica armatura. Aiutò a salvare il Giappone durante la Crisi sulle Terre Infinite, e aiutò Artemis a salvare i suoi genitori, la Cacciatrice e Sportsmaster con l'aiuto della Infinity, Inc. L'eroe giapponese aiutò volontariamente Queen Bee a sconfiggere la Justice League in Germania. Per qualche tempo finì in coma, non appena si svegliò ritornò in attività con i Guardiani del Globo. Dopo qualche battaglia con i suoi compagni, Izumi li tradì segretamente e aiutò la sua compagna compatriota Dottor Light a battere un'orda di soldati Bialyani. Dopo di ciò, trovò Dottor Mist, Jack O'Lantern e Owlwoman insieme e aiutò i tre eroi a riformare i Guardiani del Globo. Durante la battaglia con Fain Y'onia, Sol Levante fu uno dei pochi Guardiani del Globo a sopravvivere e aiutò a ricostituire la squadra di eroi.
- Owlwoman (Wenonah Littlebird dall'Oklahoma): una nativa americana di sangue puro appartenente alla tribù Cherokee. La si vide aiutare Hawkman e Hawkwoman a smantellare una bomba nell'oscurità dei campi dell'Oklahoma. Prese anche parte alla Crisi sulle Terre Infinite. Dopo che il suo ragazzo, Jack O'Lantern lasciò i Guardiani del Globo, Owlwoman andò in Bialya e si unì all'armata di Queen Bee. I due ex Guardiani aiutarono Queen Bee a impadronirsi del mondo, e la aiutarono a fare il lavaggio del cervello ai loro ex compagni perché la aiutassero. In una battaglia con la Justice League, Owlwoman tradì i suoi compagni di squadra e uccise il falso Jack O'Lantern. Scoprì che l'originale era vivo in un carcere, insieme a Dottor Mist. I tre eroi più avanti ricostituirono i Guardiani del Globo. Dopo una battaglia con un'antica nemica di Dottor Mist, Fain Y'onia, Owlwoman fu una dei pochi Guardiani a restare in vita e a riformare la squadra.
- Thunderlord (Liang Xih-k'ai dal Taiwan): un monaco buddista che usa la sua voce come un'onda d'urto. Aiutò Black Canary a smantellare una bomba sull'isola di Taiwan. Più avanti, aiutò i fratelli Tuono e Fulmine in Vietnam durante la Crisi sulle Terre Infinite. Successivamente, Thunderlord si unì agli altri Guardiani del Globo come pedone di Queen Bee. Come gli altri Guardiani sotto lavaggio del cervello, Thunderlord riunì i Guardiani, ma morì per mano di Fain Y'onia.
- Tuatara (Jeremy Wakefield dalla Nuova Zelanda): un giovane eroe che può predire il futuro con l'aiuto di un terzo occhio. La sua prima missione fu aiutare Red Tornado a smantellare una bomba nell'era preistorica. Aiutò anche i Superamici a combattere una minaccia temporale. Pochi anni dopo, Tuatara subì il lavaggio del cervello, insieme a Sol Levante e Wild Huntsman, perché servissero Queen Bee. In una battaglia con la Justice League in Inghilterra, Tuatara finì in coma. Si rimise e ritornò in azione. La sua ultima missione fu nel combattimento contro Fain Y'onia, dove soffrì di un danno cerebrale. Tuttora in coma viene curato dal suo compagno di squadra, Seraph.
- Godiva (Dorcas Leigh dall'Inghilterra): una bellissima mondana inglese i cui poteri risiedono nella manipolazione dei suoi capelli. Ebbe una relazione romantica con Aristides Demetrios. La sua prima missione fu salvaguardare le persone che vivevano e lavoravano vicino a Londra da una bomba, una missione in cui fu aiutata da Elongated Man. Il suo più grande nemico si rivelò essere Queen Bee, la dittatrice di Bialya, che riuscì con successo a fare il lavaggio del cervello all'eroina insieme ai suoi compagni. Sembrò che Godiva perse i suoi poteri dopo una battaglia con Fain Y'onia, e che da allora si ritirò dalla vita super eroica. Dopo la Crisi Infinita la si vide nell'ospedale dei Laboratori S.T.A.R., vittima di furto d'organo, in questo caso le furono portati via i capelli. Nella continuità di 52, è un membro della Justice League International.
- Wild Huntsman (Albrecht Von Mannheim dalla Germania): una reincarnazione di un guerriero tedesco, alleato di un cavallo (Orkan) e di un cane da guerra (Donnerschlag). La sua prima missione fu aiutare i Wonder Twins a trovare un criminale. Fu sottoposto a lavaggio del cervello da parte di Queen Bee di Bialya con i suoi alleati, Sol Levante e Tuatara, combatté la Justice League e finì in coma, insieme al cavallo e al cane. Si risvegliò e si riunì ai suoi compagni. Pochi anni dopo, scomparve in battaglia contro Fain Y'onia. Se Wild Huntsman fosse ancora vivo o meno era inizialmente ignoto. Anni dopo il suo cadavere comparve a Belle Reve nelle pagine della Suicide Squad di John Ostrander. Il suo corpo comparve misteriosamente dentro una delle celle della prigione, suggerendo alla Suicide Squad presente a Belle Reve di partecipare alla storia Guerra degli Dei. Un secondo Wild Huntsman comparve in Red Robin n. 3.
- Fire (ex Green Fury e Green Flame) (Beatriz da Costa dal Brasile): come Guardiano del Globo, Green Fury combatté Superman nel suo Brasile. Aiutò poi i Super Amici in numerose missioni. Quando un vecchio nemico di Dottor Mist perse la sua armatura, Green Fury aiutò Superman a ritrovare l'armatura. Cambiò poi il nome in Green Flame e lavorò ad un caso con la Infinity, Inc. prima di unirsi alla Justice League. Fire è ora un membro dell'organizzazione sponsorizzata dalle Nazioni Unite nota come Checkmate.
- Icemaiden (Sigrid Nansen dalla Norvegia): come Guardiano del Globo, Icemaiden aiutò l'intera Justice League a smantellare una bomba in Antartide. Prima di unirsi alla Justice League, lavorò ad un caso con la Infinity, Inc. Icemaiden è anche una delle poche eroine bisessuali dell'Universo DC. Abbandonò i Guardiani poco dopo che una nuova Icemaiden (che aveva veri poteri magici di ghiaccio) si unisse alla squadra. Più avanti si unì alla Justice League dopo che questa seconda Icemaiden (ora rinominata Ice) morì in battaglia. Dopo gli eventi di Un Anno Dopo, Sigrid fu vista in uno stato ibernante obbligatorio a causa del fatto che la sua pelle le fu tolta da un ladro metaumano di organi. Il suo stato corrente è ignoto.

### Membri successivi
- Cascade dall'Indonesia
- Centrix dal Canada
- Chrysalis dalla Francia (una bomba vivente)
- Fleur-de-Lis (Noelle Avril dalla Francia): Fleur-de-Lis fu vista combattere il Dottor Klaus Cornelius nella serie Blue Beetle del 1980; dopo la chiusura della Cupola, si mise in proprio e una volta aiutò Deathstroke e il Dipartimento Gamma di Intelligence Francese di Andre Chavard.
- Icemaiden II (Tora Olafstotter dalla Norvegia): una principessa di un'isolata tribù di norvegesi con poteri magici, Icemaiden II possiede l'abilità naturale di creare e manipolare il ghiaccio. Si unì ai Guardiani del Globo poco dopo che se ne andò l'Icemaiden originale (a causa della mancanza di fiducia in sé stessa dato che aveva ricevuto i suoi poteri in modo scientifico, mentre Tora li aveva per natura). Si unì poi alla Justice League e cambiò il suo nome in Ice. Ebbe una relazione romantica con Guy Gardner, prima di morire in battaglia contro Overmaster. Ice ritornò in vita nel fumetto Birds of Prey del 2007. Ora vive a New York, in teoria cercando di riprendersi dallo shock di essere stata morta per tanto tempo.
- Cavaliere Templare (Simon Lesure dalla Francia): in Teen Titans Spotlight n. 11, Belfagor menzionò questo ex membro deceduto, di cui non si sa niente.
- Tundra dalla Russia: super forza e abilità di proiezione del freddo.

Questi personaggi (con l'eccezione di Icemaiden II) comparvero raramente nella continuità DC dopo la loro prima comparsa, ma Cascade ebbe un brevissimo cameo in Villains United Infinite Crisis Special. Comparve anche in 52 come membro della coalizione di Black Adam.
Altri due personaggi furono accomunati ai Guardiani del Globo per quanto non furono membri a tutti gli effetti:
- Belfagor dalla Francia, che era più che altro l'assistente del Dottor Mist; svanì dopo la chiusura della Cupola.
- Red Star (Leonid Kovar dalla Russia).

### Pre-Flashpoint
- Crimson Fox dalla Francia
- Jet dalla Giamaica
- Manticore dalla Grecia
- Sandstorm dalla Siria (probabilmente deceduto)
- Diavolo della Tasmania dall'Australia

## Fonti correlate
Vedi la Cadre degli Immortali per altri eroi internazionali operanti nell'Universo DC. La Cadre è la casa di cinque doppioni dei Super Amici: Black Vulcan (Mohammed Ibn Bornu), Capo Apache (Seneca), Samurai (Musashi), El Dorado (Xiuhtecutli) e Golden Pharaoh (Osiride).